# Nephrodium setgierum
Nephrodium setgierum là một loài dương xỉ trong họ Dryopteridaceae. Loài này được Hook. & Baker mô tả khoa học đầu tiên..
Danh pháp khoa học của loài này chưa được làm sáng tỏ. 